# 諏訪賴重
諏訪賴重（日语：／ Suwa Yorishige，1516年—1542年8月31日）是日本戰國時代於信濃國的武將、大名。諏訪氏第19代當主。上原城城主。諏訪神社大祝。父親是諏訪賴隆。武田勝賴的外祖父。

## 生平
在永正13年（1516年）出生，家中嫡男。幼名宮增丸。年幼時擔任大祝，後來把大祝職讓予弟弟賴高。
天文8年（1539年）12月9日，在父親賴隆死去後，被祖父賴滿指名為後繼人，於是繼承諏訪家的家督（『神使御頭之日記』、『山梨縣史』）。諏訪氏在賴滿、賴隆時期，與甲斐國的武田氏爭鬥，與反武田氏的國人眾連結，向甲斐國內侵攻。天文4年（1535年），武田信虎與賴湖達成和睦。天文9年（1540年）11月，迎娶信虎的三女禰禰，與武田家結成婚姻關係（『神使御頭之日記』）。天文11年（1542年），嫡男寅王出生（『守矢賴真書留』）。天文10年（1541年）5月13日，與信虎、村上義清等人聯手，侵攻小縣郡，與海野氏一族戰鬥（『神使御頭之日記』），5月23日，在海野平之戰中，擊敗海野棟綱，並把其流放到上野國（『高白齋記』、『山梨縣史』、『蓮華定院文書』、『信濃史料』）。
同年6月，甲斐的武田信虎被嫡男武田晴信（信玄）流放到駿河國，晴信成為國主，並正式侵攻信濃國，開始侵攻諏訪郡（晴信在初期從信虎時期向佐久、小縣侵攻，改為侵攻有同盟關係的諏訪郡。原因是在海野平合戰中被流放的棟綱於上野國向關東管領上杉憲政請求支援，7月4日，在憲政向佐久郡出陣後，諏訪賴重背著武田、村上，與憲政單獨講和，並割讓所領（『神使御頭之日記』），於是晴信以違反盟約為理由，向諏訪侵攻）。晴信在6月，與以成為諏訪惣領為目標的伊那郡的高遠賴繼等反諏訪勢聯手，向諏訪郡侵攻。上原城受到攻擊後，在7月於桑原城降伏，與弟弟賴高一同被帶到武田氏的本據地甲府，被軟禁在東光寺，最後自殺（『高白齋記』、『守矢賴真書留』）。因為賴高亦自殺，諏訪惣領家滅亡。
辭世句是。

## 死後
武田氏為了支配信濃，令同族繼承信濃諸族的名跡，進行懷柔策略。諏訪氏由信玄的四男勝賴（母親是賴重的女兒諏訪御料人）繼承諏訪姓，不過這是名目上的繼承，在系圖類中並沒有當成當主。大祝職由叔父滿隣的家系繼承，滿隣的子孫在近世中興，並成為大名。

## 登場作品
電視劇
- 天與地（1969年、NHK大河劇、演：岡田英次）
- 風林火山（1969年、NET、演：高橋幸治）
- 風林火山（1969年、東寶、演：平田昭彦）
- 武田信玄（1988年、NHK大河劇、演：坂東八十助（日语：坂東三津五郎 (10代目)））
- 武田信玄（日语：武田信玄 (1991年のテレビドラマ)）（1991年、TBS、演：野村宏伸）
- 風林火山（日语：風林火山 (1992年のテレビドラマ)）（1992年、NTV、演：横内正）
- 風林火山（日语：風林火山 (2006年のテレビドラマ)）（2006年、EX、演：勝野洋）
- 風林火山（2007年、NHK大河劇、演：小日向文世）

## 外部連結
- 武家家伝＿諏訪氏 （页面存档备份，存于）